# Тагиркент-Казмалярский сельсовет
Тагиркент-Казмалярский сельсовет  — административно-территориальная единица и муниципальное образование со статусом сельского поселения в Магарамкентском районе Дагестана Российской Федерации.
Административный центр — село Тагиркент-Казмаляр.

## Население
| 2002  | 2010  | 2012  | 2013  | 2014  | 2015  | 2016  |
| ----- | ----- | ----- | ----- | ----- | ----- | ----- |
| 4279  | ↗4514 | ↗4552 | ↗4605 | ↘4586 | ↗4590 | ↘4587 |
| 2017  | 2018  | 2019  | 2020  | 2021  | 2023  | 2024  |
| ↘4580 | ↘4567 | ↘4562 | ↗4569 | ↘4338 | ↘4320 | ↘4304 |
| 2025  |       |       |       |       |       |       |
| ↗4331 |       |       |       |       |       |       |

## Состав
| № | Населённый пункт   | Тип населённого пункта       | Население |
| - | ------------------ | ---------------------------- | --------- |
| 1 | Тагиркент-Казмаляр | село, административный центр | ↘2783     |
| 2 | Хтун-Казмаляр      | село                         | ↗1555     |

### упразднённые населённые пункты
Берекент - село, упразднено в 1966 году.